# Dai Fitzgerald

a Compétitions nationales et continentales officielles uniquement.

b Matchs officiels uniquement.
David Fitzgerald dit Dai Fitzgerald, né vers 1872 à Cardiff et mort le 30 novembre 1951 dans la même ville, est un joueur de rugby à XV gallois évoluant au poste de centre pour le pays de Galles. Il joue à deux reprises en sélection nationale. Puis il change de code et joue au rugby à XIII pour le club de Batley.

## Biographie

### Carrière de rugby à XV
En tant que joueur de rugby à XV, Dai Fitzgerald évolue d'abord à Cardiff pour le club disparu depuis de St. Davids, une des quelques équipes galloises construites autour de paroisses catholiques. Il rejoint un club plus huppé, Cardiff RFC. Il joue par ailleurs pour le Hibernians Football Club, une équipe ponctuelle sur invitation, basée sur des joueurs évoluant à Cardiff, et qui peuvent se prétendre d'origine irlandaise. En 1891 Fitzgerald fait partie de l'équipe de Cardiff qui a l'honneur d'affronter la première équipe des Barbarians, l'équipe ponctuelle sur invitation la plus renommée.
Fitzgerald honore sa première cape internationale dans le tournoi britannique 1894 pour affronter l'Écosse. Il remplace alors Conway Rees au centre des lignes arrières pour épauler le capitaine gallois Arthur Gould. Fitzgerald est très efficace pour sa première sélection ; inscrivant la totalité des points de la partie avec un essai et une transformation,. Le pays de Galles l'emporte 7 à 0. Fitzgerald joue le match suivant, contre l'Irlande. Les Gallois s'inclinent, Fitzgerald n'a plus l'opportunité de rejouer en équipe nationale. Owen Badger est retenu au centre avec Arthur Gould lors du tournoi britannique de rugby à XV 1895. S'il ne joue pas avec le pays de Galles, Fitzgerald est retenu avec l'équipe du compté de Glamorgan, mais en 1895 il change de code pour passer au rugby à XIII et rejoint le club de Leigh.

### Carrière de rugby à XIII
Fitzgerald rejoint le club de Leigh en 1895, avant la formation de la fédération de la Northern Rugby Union. En février 1896, il rejoint le Yorkshire et le club de Batley, où il va évoluer le plus longtemps dans le cadre du rugby professionnel. Il remporte trois Coupes d'Angleterre de rugby à XIII avec Batley, en 1897, 1898 et 1901. Même s'il remporte des trophées en club, sa carrière est perturbée. Il est au centre d'une dispute légale à son encontre qui dure de 1898 jusqu'à mai 1900. Un jury de rugby à XIII est réuni pour juger de l'emploi de Fitzgerald comme agent du charbon. Le tribunal juge que Fitzgerald n'a pas exercé son métier correctement dans le cadre de la règle sur le professionnalisme du rugby à XIII. Il est suspendu près de deux ans, et son club doit payer une amende de 60 livres sterling. Quand il met un terme à sa carrière de joueur de rugby, Fitzgerald revient à Cardiff pour faire des affaires dans un magasin de marine.

## Statistiques en équipe nationale
Dai Fitzgerald dispute deux matches avec l'équipe du pays de Galles :
| Année | Compétition         | Matches | Points | Essais |
| 1894  | Tournoi britannique | 2       | -      | -      |
| Total | Total               | 2       | -      | -      |